# The Love Unlimited Orchestra
The Love Unlimited Orchestra è stata una orchestra musicale statunitense, formata dal cantautore Barry White, che fungeva da supporto per il trio vocale femminile Love Unlimited. Dai primi anni '70 in poi, il gruppo ha inoltre iniziato a registrare diversi singoli e album con il proprio nome.
Alcuni dei suoi componenti includono gli artisti John Roberts, David T. Walker, Emmett North, Jr., Don Peake, Ernie Watts, Gene Page, Kenny G, Lee Ritenour, Steve Guillory Sr, Wah Wah Watson (Melvin Ragin), Ray Parker Jr., Nathan East e Stella Castelucci.

## Carriera
Il loro singolo di maggior successo è stato il brano strumentale del 1973 Love's Theme, scritto da Barry White ed arrivato in cima alla classifica Billboard Hot 100 nonché nella top 10 nella UK Singles Chart. Il R.I.A.A. lo ha certificato disco d'oro il 7 febbraio 1974.

## Discografia

### Album
| 1974                                                                                                   | Rhapsody in White                               | 8   | 2  | 26 | 7  | 50 | - RIAA: Disco d'oro - BPI: Disco d'oro | 20th Century     |
| 1974                                                                                                   | Together Brothers                               | 85  | 15 | —  | —  | —  |                                        | 20th Century     |
| 1974                                                                                                   | White Gold                                      | 28  | 10 | 93 | 52 | —  | - RIAA: Disco d'oro                    | 20th Century     |
| 1975                                                                                                   | Music Maestro Please                            | 94  | 14 | —  | —  | —  |                                        | 20th Century     |
| 1976                                                                                                   | My Sweet Summer Suite                           | 123 | 35 | —  | —  | —  |                                        | 20th Century     |
| 1978                                                                                                   | My Musical Bouquet                              | 201 | 53 | —  | —  | —  |                                        | 20th Century Fox |
| 1979                                                                                                   | Super Movie Themes: Just a Little Bit Different | —   | —  | —  | —  | —  |                                        | 20th Century Fox |
| 1981                                                                                                   | Let 'Em Dance                                   | —   | —  | —  | —  | —  |                                        | Unlimited Gold   |
| 1981                                                                                                   | Welcome Aboard                                  | —   | —  | —  | —  | —  |                                        | Unlimited Gold   |
| 1983                                                                                                   | Rise                                            | —   | —  | —  | —  | —  |                                        | Unlimited Gold   |
| "-" indica una registrazione che non è stata classificata o non è stata pubblicata in quel territorio. |                                                 |     |    |    |    |    |                                        |                  |

### Singoli
| 1973                                                                                                   | "Love's Theme"                                                | 1   | 10 | 1  | —  | 9 | 1  | 10 | - RIAA: Disco d'oro | Rhapsody in White                               |
| 1974                                                                                                   | "Rhapsody in White"                                           | 63  | 48 | 34 | —  | — | 63 | —  |                     | Rhapsody in White                               |
| 1974                                                                                                   | "Theme from Together Brothers"                                | —   | —  | —  | —  | — | —  | —  |                     | Together Brothers                               |
| 1974                                                                                                   | "Baby Blues"                                                  | 102 | —  | —  | —  | — | —  | —  |                     | Rhapsody in White                               |
| 1975                                                                                                   | "Satin Soul"                                                  | 22  | 23 | 39 | 11 | — | 54 | —  |                     | White Gold                                      |
| 1975                                                                                                   | "Forever in Love"                                             | —   | 22 | —  | —  | — | —  | —  |                     | Music Maestro Please                            |
| 1975                                                                                                   | "Midnight Groove"                                             | 108 | 91 | —  | —  | — | —  | —  |                     | Music Maestro Please                            |
| 1976                                                                                                   | "My Sweet Summer Suite"                                       | 48  | 28 | 30 | 1  | — | —  | —  |                     | My Sweet Summer Suite                           |
| 1976                                                                                                   | "Brazilian Love Song"                                         | —   | —  | —  | 1  | — | —  | —  |                     | My Sweet Summer Suite                           |
| 1977                                                                                                   | "Theme from King Kong (Part 1)"                               | 68  | 15 | 27 | 7  | — | —  | —  |                     | Super Movie Themes: Just a Little Bit Different |
| 1978                                                                                                   | "Hey Look at Me, I'm in Love"                                 | —   | —  | —  | —  | — | —  | —  |                     | My Musical Bouquet                              |
| 1979                                                                                                   | "Theme from "Shaft"                                           | —   | —  | —  | —  | — | —  | —  |                     | Super Movie Themes: Just a Little Bit Different |
| 1980                                                                                                   | "Young America"                                               | —   | —  | —  | —  | — | —  | —  |                     | Let 'Em Dance                                   |
| 1980                                                                                                   | "I Wanna Boogie and Woogie with You"                          | —   | —  | —  | —  | — | —  | —  |                     | Let 'Em Dance                                   |
| 1981                                                                                                   | "Vieni Qua Bella Mi"                                          | —   | —  | —  | —  | — | —  | —  |                     | Let 'Em Dance                                   |
| 1981                                                                                                   | "Lift Your Voice and Say (United We Can Live in Peace Today)" | —   | —  | —  | —  | — | —  | 76 |                     | Welcome Aboard                                  |
| 1981                                                                                                   | "Welcome Aboard"                                              | —   | —  | —  | 59 | — | —  | —  |                     | Welcome Aboard                                  |
| 1982                                                                                                   | "Night Life in the City"                                      | —   | —  | —  | —  | — | —  | —  |                     | Welcome Aboard                                  |
| 1983                                                                                                   | "Do It to the Music... Please"                                | —   | —  | —  | —  | — | —  | —  |                     | Rise                                            |
| 1983                                                                                                   | "My Laboratory (Is Ready for You)"                            | —   | —  | —  | —  | — | —  | —  |                     | Rise                                            |
| "—" indica una registrazione che non è stata classificata o non è stata pubblicata in quel territorio. |                                                               |     |    |    |    |   |    |    |                     |                                                 |